# 聖安德烈斯-德索塔文托

聖安德烈斯-德索塔文托（西班牙語：San Andrés de Sotavento）是哥倫比亞的城鎮，位於該國西北部科爾多瓦省，距離蒙特里亞110公里，始建於1600年11月30日，面積336平方公里，海拔高度100米，2005年人口63,147，人口密度每平方公里187.93人。